# Tracy Chevalier

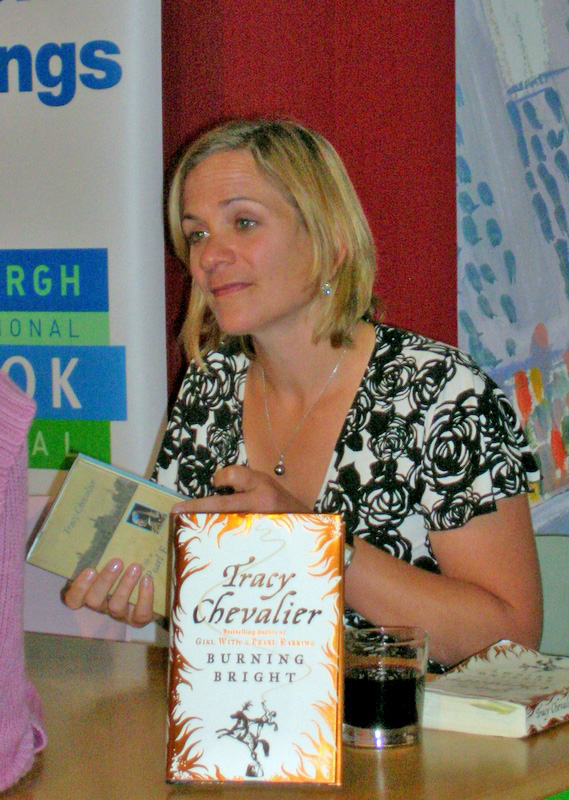
Tracy Chevalier

Tracy Chevalier (* 19. Oktober 1962) ist eine US-amerikanische Schriftstellerin. Sie schreibt historische Romane.

## Leben
Tracy Chevalier wuchs als jüngstes von drei Kindern in Washington, D.C. auf. Ihr Vater war Fotograf bei der Washington Post. Sie besuchte die Bethesda-Chevy Chase High School in Bethesda, Maryland. Am Oberlin College erwarb sie den Abschluss Bachelor of Arts in Englisch.
1984 zog sie nach London, wo sie als Lektorin arbeitete. Im Jahr 1993 absolvierte sie einen einjährigen Master-Kurs in Kreativem Schreiben an der University of East Anglia bei den Autoren Malcolm Bradbury und Rose Tremain.
Beim Bücherverlag List erschien 1999 Das Mädchen mit dem Perlenohrring (Originaltitel: Girl With a Pearl Earring), das sie 1998 in nur acht Monaten schrieb. Zwei Wochen später bekam sie ihren Sohn. Der Roman wurde eines der international erfolgreichsten Bücher des Jahres und wurde 2003 vom britischen Regisseur Peter Webber verfilmt (deutscher Verleihtitel: Das Mädchen mit dem Perlenohrring).
Tracy Chevalier lebt mit ihrem Mann und ihrem Sohn in London.

## Werke (Auswahl)
- Das dunkelste Blau. (The Virgin Blue.) dtv, München 1999, ISBN 3-423-24168-3
- Das Mädchen mit dem Perlenohrring. (Girl with a Pearl Earring.) Übersetzung Ursula Wulfekamp. List Verlag, München 2000, ISBN 3-471-77250-2; Ullstein Taschenbuchverlag, München 2001, ISBN 3-548-60069-7
- Wenn Engel fallen, (Falling Angels.) List Verlag, München 2002, ISBN 3-471-77253-7; Ullstein Taschenbuchverlag 2003, ISBN 3-548-60347-5
- Der Kuss des Einhorns. (The Lady and the Unicorn.) List Verlag, München 2004, ISBN 3-471-77271-5
- Das Mädchen mit den funkelnden Augen. (Burning Bright.) List Taschenbuch-Verlag, Berlin 2009, ISBN 978-3-548-60940-9; zuvor veröffentlicht als Die Lieder des Mr. Blake. List Verlag, München 2008, ISBN 978-3-471-79565-1
- Zwei bemerkenswerte Frauen. (Remarkable Creatures.) Knaus Verlag, München 2010, ISBN 978-3-8135-0368-5
- Die englische Freundin. (The Last Runaway.) Knaus Verlag, München 2013, ISBN 978-3-8135-0595-5
- Der Ruf der Bäume. (At the Edge of the Ochard.) Knaus Verlag, München 2017, ISBN 978-3-8135-0723-2
- Der Neue. (New Boy.) Knaus Verlag, München 2018, ISBN 978-38135-0671-6
- Violet. (A Single Thread.) Atlantik Verlag, Hamburg 2020, ISBN 978-38135-0671-6
- Das Geheimnis der Glasmacherin. (The Glassmaker.) Atlantik Verlag, Hamburg 2024, ISBN 978-3-455-01812-7.